# Bundesautobahn 20
Die Bundesautobahn 20 (Abkürzung: BAB 20) – Kurzform: Autobahn 20 (Abkürzung: A 20) – ist mit 345,2 km der bislang längste zusammenhängende geplante Neubau einer Autobahn seit 1939 und löste die Bundesautobahn 61 als längste zweistellig benannte Autobahn Deutschlands ab. Sie beginnt (von Ost nach West) in Brandenburg am Kreuz Uckermark (A 11) und verläuft durch Mecklenburg-Vorpommern sowie Schleswig-Holstein, wo sie heute kurz vor Bad Segeberg endet.
Der westliche Teil der Autobahn befindet sich derzeit noch im Planfeststellungsverfahren. Der niedersächsische Abschnitt wurde bis 2010 als Bundesautobahn 22 geplant. Es gibt erhebliche Kontroversen und erfolgreiche Klagen gegen die Planungen, die einen Weiterbau auf weiteren 200,4 km durch Schleswig-Holstein und Niedersachsen inklusive Elbquerung vorsehen. Die Autobahn soll am zukünftigen Dreieck Westerstede (A 28) enden. Sie bildet somit zukünftig auf 550 km Länge die nördlichste Ost-West Autobahn Deutschlands, die wegen der Nähe zur Ost- und Nordsee auch Küstenautobahn genannt wird.
Zwischen dem Kreuz Lübeck und der Anschlussstelle Stralsund fungiert sie als Abschnitt der Europastraße 22, von dort bis zur Anschlussstelle Neubrandenburg-Ost als Europastraße 251.

## Verlauf

### Brandenburg
Die Bundesautobahn 20 beginnt an der Kreuzung der Bundesautobahn 11 und der Bundesstraße 166 am Kreuz Uckermark. Sie führt Richtung Norden an Uckerfelde, Schenkenberg und Schönfeld vorbei. Dann überquert sie zwischen Damerow und Züsedom die Landesgrenze nach Mecklenburg-Vorpommern, um nahe der Landesgrenze weitestgehenden auf mecklenburgischer Seite weiter zu verlaufen. Einzig ein 3 Kilometer langer Abschnitt zwischen Groß Luckow und Strasburg (Uckermark) befindet sich wieder auf brandenburgischer Seite.

### Mecklenburg-Vorpommern

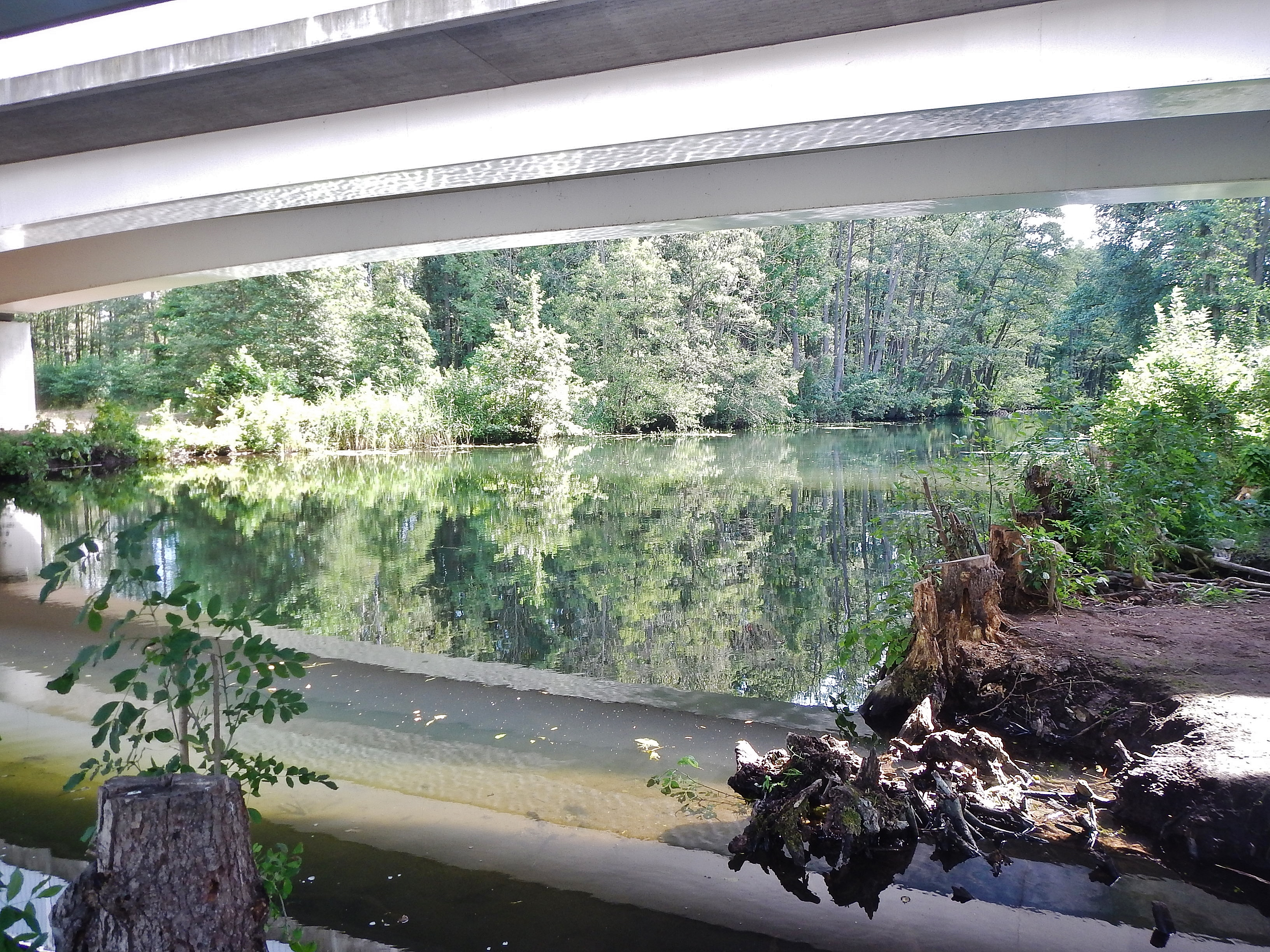
Wakenitz unter der A 20-Brücke

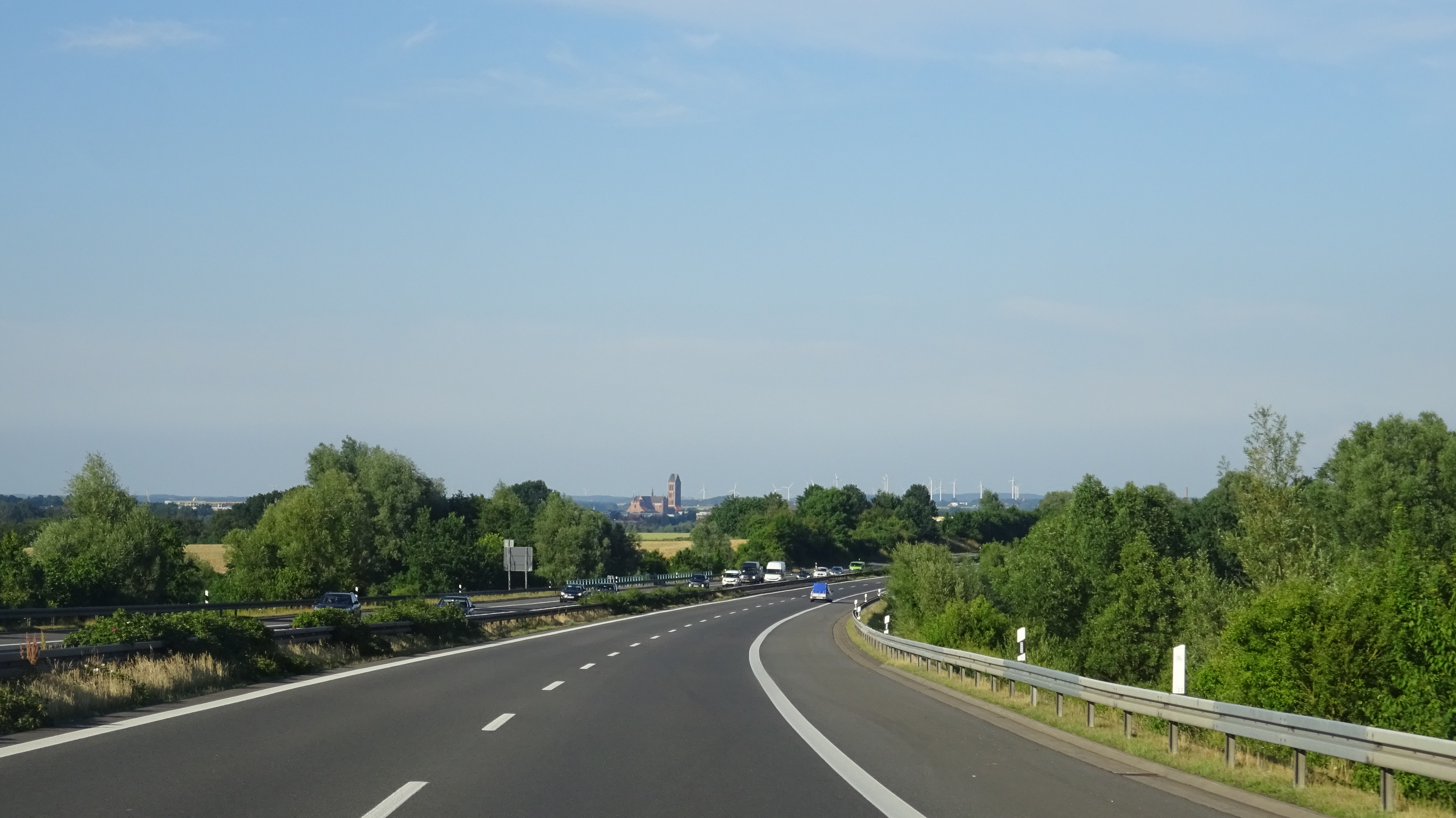
A 20 bei Wismar – Blickrichtung Rostock

Der östliche Teil der A 20 in Mecklenburg-Vorpommern beginnt bei Züsedom. Von dort verläuft die A 20 in einer Bogenform nach Nordwesten. Sie verläuft südlich der Brohmer Berge und nimmt beim Autobahnkreuz Neubrandenburg-Ost einen Verlauf nördlich in Richtung Greifswald. Hinter Jarmen beim Kreuz Gützkow verläuft sie dann wieder weiter in Richtung Westen, parallel zur Ostseeküste. Die A20 passiert Rostock, Wismar, Grevesmühlen und Schönberg, bevor sie an der Wakenitz die Landesgrenze zu Schleswig-Holstein überquert.

### Schleswig-Holstein
Südlich von Lübeck und der Gemeinde Groß Grönau beginnt die Bundesautobahn 20 auf schleswig-holsteinischer Seite. Der Flughafen Lübeck-Blankensee erhielt 2007 im Zuge der neugebauten Bundesstraße 207 die direkte Anschlussstelle Lübeck-Süd. Die A 20 verläuft um die Stadt Lübeck herum und endet (Stand 2021) als fertiggestellte Autobahn vor Bad Segeberg. Alle weiterführenden Streckenabschnitte befinden sich in der Planung: Die A 20 soll die A 21 kurz nach Bad Segeberg kreuzen. Bei Wahlstedt soll sie vom Streckenverlauf der aktuellen B 206 abgehen und südlich parallel zur B 206 weiterverlaufen. Danach soll sie die Bundesautobahnen 7 und 23 kreuzen und weiter Richtung Süd-Westen verlaufen. Nach der Kreuzung mit der B 431 soll die Autobahn durch einen neuen Elbtunnel (siehe folgender Abschnitt) Richtung Niedersachsen führen.

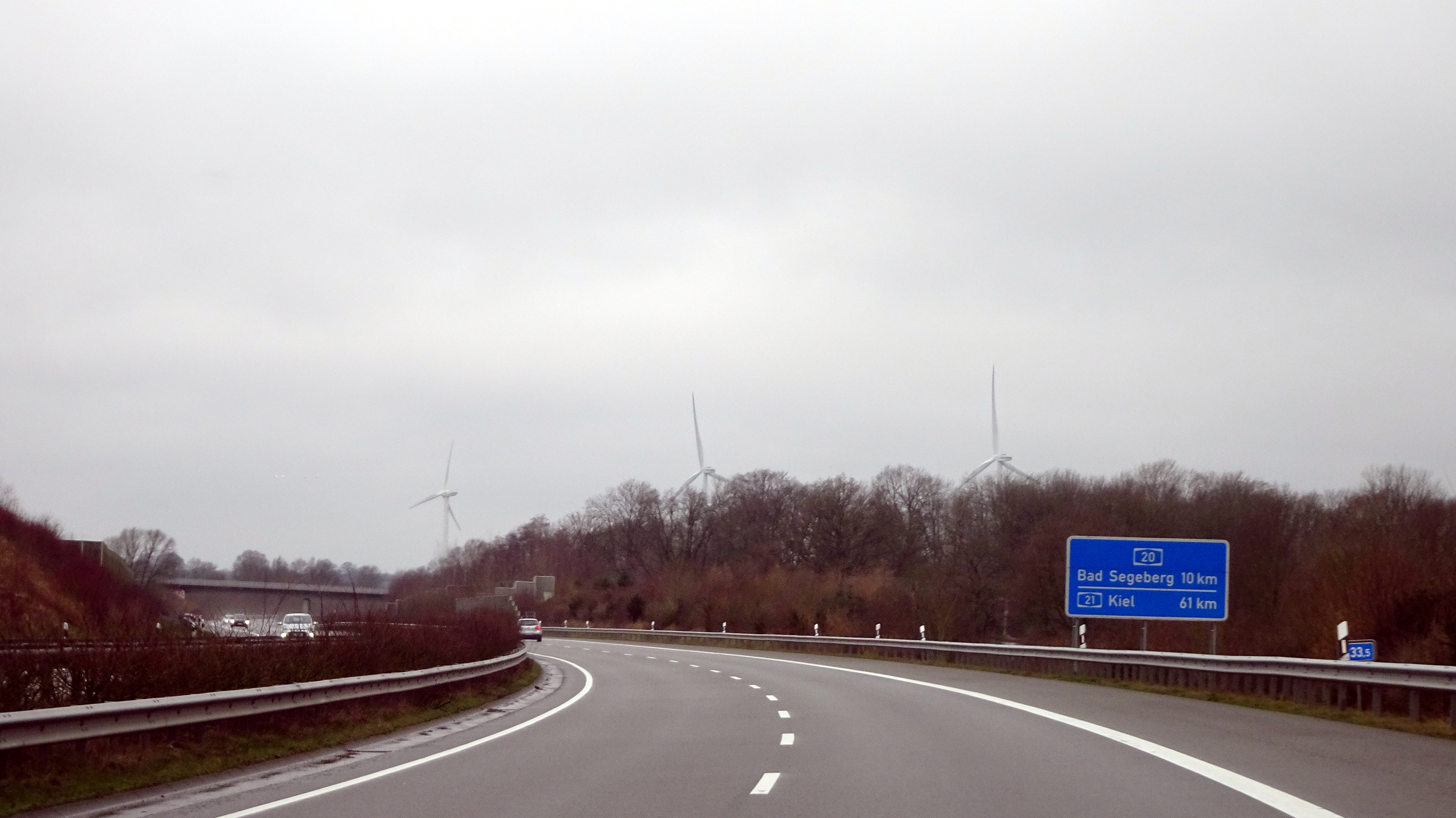
Hinweisschild zwischen Geschendorf und Bad Segeberg
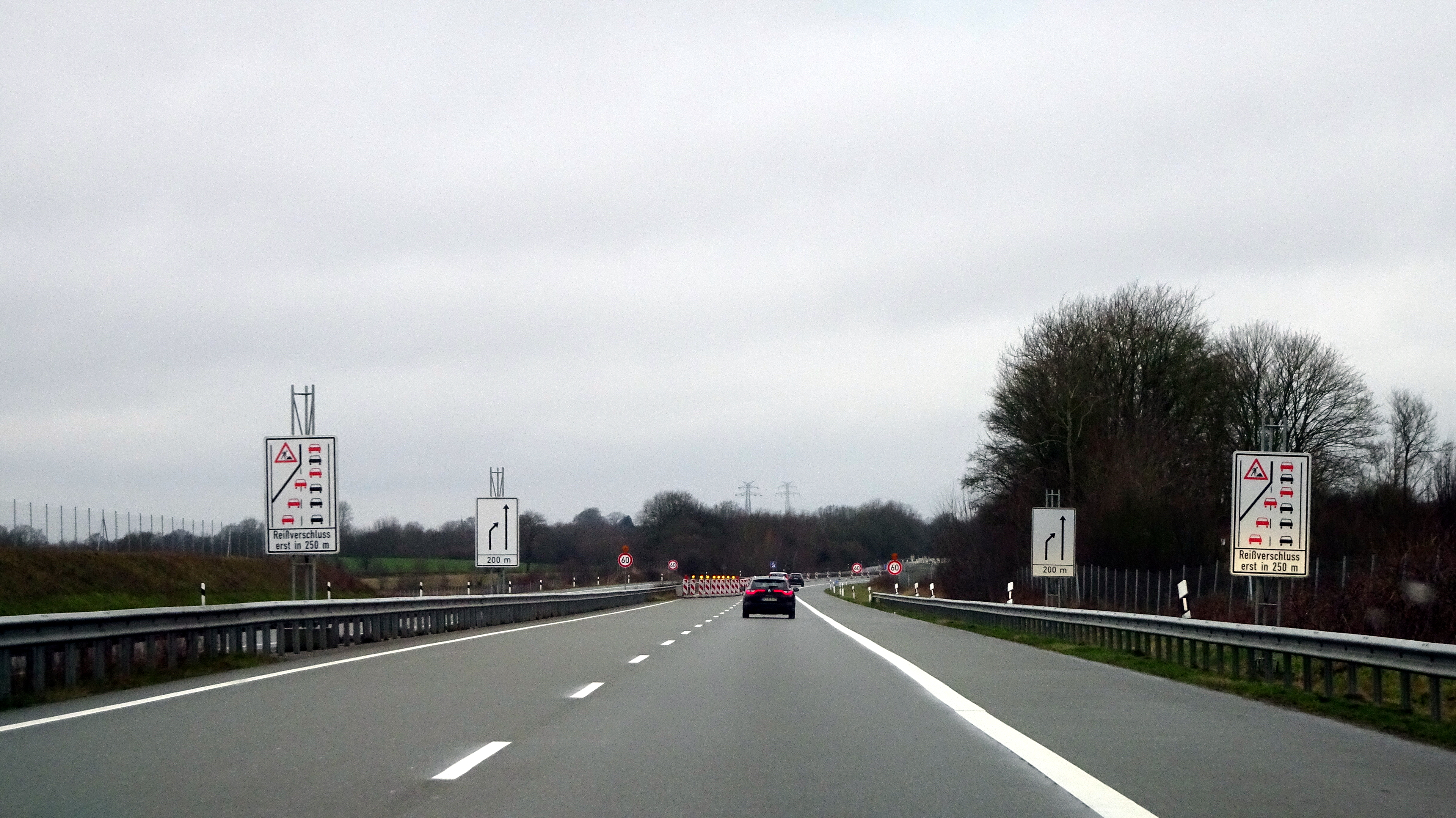
Derzeitiges Autobahnende bei Bad Segeberg

### Elbquerung (Schleswig-Holstein – Niedersachsen)
Die Bundesautobahn 20 soll die Elbe durch die sogenannte Elbquerung, einen 6,5 Kilometer langen Tunnel zwischen Glückstadt und Drochtersen unterqueren. Damit würden die Autobahnabschnitte in den Bundesländern Schleswig-Holstein und Niedersachsen miteinander verbunden.

### Niedersachsen
Der niedersächsische Teil der A 20 soll mit der Elbquerung beginnen. Die Autobahn soll von hier aus weiter in Richtung Westen, an Bremerhaven vorbei, bis nach Westerstede verlaufen. Im Landkreis Stade soll die A 20 über das geplante Kreuz Kehdingen mit der A 26 Richtung Stade und Hamburg verbunden werden. Vom Kreuz Kehdingen aus soll die geplante Autobahn Himmelpforten nordwestlich umfahren, im weiteren Verlauf die Oste queren und Bremervörde ebenfalls nordwestlich umfahren. Nördlich an Beverstedt vorbei soll die A 20 bei Loxstedt über ein Autobahndreieck an die bestehende A 27 bei Bremerhaven anschließen. Nach sieben Kilometern auf der A 27 soll die A 20 mit einem Autobahndreieck an der ehemaligen Anschlussstelle Stotel beginnen und dann in westlicher Richtung durch den bereits bestehenden Wesertunnel der heutigen Bundesstraße 437 laufen. Danach soll die A 20 weiter nach Südwesten verlaufen, östlich von Schwei die B 437 kreuzen sowie Neustadt nordwestlich umgehen und in einem Bogen südöstlich um Jaderberg herum mit einer Querung der Jade bei Jade die A 29 auf dem Kreuz Jaderberg überqueren. Von dem Kreuz Jaderberg aus soll die Autobahn nordwärts durch das Dringenburger Moor führen, ehe sie schließlich bei Westerstede in die A 28 münden soll. Dieser Verlauf ging erstmals aus den am 18. Oktober 2007 veröffentlichten Unterlagen zum Raumordnungsverfahren und der landesplanerischen Feststellung vom Februar 2009 hervor.

## Geschichte

### Frühe Planungen und erste realisierte Abschnitte (1934 bis 1990)
Die ersten Planungen zur heutigen A 20 beginnen mit dem sogenannten „Grundnetz der Reichsautobahnen“, welches 1934 der Öffentlichkeit vorgestellt wurde. Der „Verein zur Vorbereitung einer Autostraße Hansestädte–Frankfurt am Main–Basel“ (HaFraBa) e. V. und Dr.-Ing. Fritz Todt wirkten auf ein Autobahnkonzept hin, welches eine Ausrichtung auf Berlin haben sollte. Ziel war es dabei, Berlin direkt mit Stettin, Hamburg, Rostock und Stralsund zu verbinden. Die Verbindung Berlin-Stettin wurde in 2,5 Jahren gebaut und in Betrieb genommen. Eine nördliche West-Ost-Verbindung sollte die sogenannte Mecklenburger Nordlinie darstellen. Diese wurde im April 1937 in das Grundnetz der Reichsautobahnen aufgenommen. Bei Schwerin sollte diese Autobahn von der Strecke Berlin-Hamburg abzweigen und quer durch Mecklenburg-Vorpommern verlaufen, um schließlich bei Schmölln in der Strecke Berlin-Stettin zu enden (heutiges Kreuz Uckermark). Umgesetzt wurde die Mecklenburg-Nordlinie bis 1945 jedoch nicht. Lediglich etwa 130 Kilometer Erdarbeiten und 16 Kilometer fragmentierte Fahrbahndecke der Autobahn Berlin – Hamburg wurden begonnen. Während des Zweiten Weltkriegs und der Nachkriegszeit wurde die weitere Planung und Umsetzung einer Ostseeautobahn ausgesetzt.
Erneut begann die Diskussion über die Erschließung des Ostseeraums mit Autobahnen vom 17. April bis zum 22. April 1967 auf dem VII. Parteitag der SED. Die Planung und Umsetzung der Autobahn von Berlin nach Rostock (heute BAB 19/24) wurden dort beschlossen. Von Januar 1970 bis Oktober 1978 wurde diese gebaut. Im April 1983 begann der Bau der A 241 (Wismar -Schwerin), seit 24. August 2006 Teil der A 14, die als Zubringer zur A 20 gilt. Bis zum Beitritt der DDR zur Bundesrepublik Deutschland am 3. Oktober 1990 konnte von der A 241 insgesamt nur 9,9 Kilometer einspurige Straße fertiggestellt werden.

### Planung und Bau der Ostseeautobahn A20 (1991 bis 2005)
Am 9. April 1991 beschloss die Bundesregierung 17 Verkehrsprojekte Deutsche Einheit (VDE). Darunter auch das VDE-Projekt Nr. 10, die A 20 von Lübeck bis Stettin als vierstreifiger Neubau. Im Zuge der Realisierung wurde am 7. Oktober 1991 die Deutsche Einheit Fernstraßenplanungs- und -bau GmbH (DEGES) gegründet. Die A 20 wurde im Bundesverkehrswegeplan 1992 und im Bedarfsplan für Bundesfernstraßen 1993 im „vordringlichen Bedarf“ eingestuft. Mit der A 20 sollten der Ostseeküstenraum und große Bereiche des Landes Mecklenburg-Vorpommern besser an das westdeutsche und europäische Verkehrsnetz angebunden werden. Der erste Spatenstich zum Bau dieser Autobahn 20 wurde im Dezember 1992 vom damaligen Bundesminister für Verkehr, Günther Krause, an der Anschlussstelle Wismar-West (B 108) durchgeführt.
Daher wurde diese Autobahn zeitweilig auch „Krause-Autobahn“ genannt. Ein Teil des Vorhabens wurde per Investitionsmaßnahmegesetz, ohne Planfeststellungsverfahren, genehmigt. Hauptaugenmerk wurde zuerst auf Teilstücke gelegt, in deren Umgebung Bundesstraßen und Ortsdurchfahrten besonders belastet waren. So konnte seit Dezember 1997 das 26,4 Kilometer lange Teilstück zwischen Grevesmühlen und dem Autobahnkreuz Wismar und seit Ende 2000 das gesamte 91,1 Kilometer lange Teilstück zwischen Schönberg über Wismar nach Rostock befahren werden. Ende 2001 wurde der Abschnitt zwischen Lübeck und Genin (4,8 Kilometer) in Schleswig-Holstein und zwischen Pasewalk-Nord und Kreuz Uckermark fertiggestellt. Weiter wurde 2002 das Kreuz Uckermark mit Neubrandenburg-Nord verbunden, die Ortsumgehung abgeschlossen und die Peenetalbrücke bei Jarmen fertiggestellt. Am 7. Dezember 2005 eröffnete Bundeskanzlerin Angela Merkel nach 14 Jahren Planungen und Bau die letzten Teilstücke bei Tribsees und Greifswald in Mecklenburg-Vorpommern.
Im Einzelnen erfolgen folgende Freigaben:
| Verkehrsfreigabe  | Abschnitt                                  | Länge in km |
| ----------------- | ------------------------------------------ | ----------- |
| November 1997     | AS Grevesmühlen – AK Wismar                | 25,7        |
| Mai 2000          | AS Schönberg – AS Grevesmühlen             | 15,6        |
| Dezember 2000     | AK Wismar – AK Rostock                     | 49,9        |
| 18. Dezember 2001 | AK Lübeck – AS Lübeck-Genin                | 6,4         |
| Dezember 2001     | AK Uckermark – AS Pasewalk-Nord            | 31,4        |
| Dezember 2001     | AS Grimmen-– AS Grimmen-Ost                | 7,4         |
| August 2002       | AS Gützkow – AS Jarmen                     | 6,8         |
| August 2002       | AK Rostock – AS Sanitz                     | 14,0        |
| August 2002       | AS Pasewalk-Nord – AS Friedland            | 25,1        |
| Dezember 2002     | AS Friedland – AS Neubrandenburg-Nord      | 21,4        |
| September 2003    | AS Tessin – Behelfsabfahrt Langsdorf       | 14,8        |
| November 2003     | AS Sanitz – AS Tessin                      | 8,7         |
| November 2004     | AS Grimmen-Ost – AS Greifswald             | 8,6         |
| 14. Dezember 2004 | AS Lübeck-Genin – AS Schönberg             | 24,6        |
| Dezember 2004     | AS Jarmen – AS Anklam                      | 10,6        |
| November 2005     | AS Anklam – AS Neubrandenburg-Nord         | 16,5        |
| Dezember          | Behelfsabfahrt Langsdorf – AS Grimmen-West | 17,1        |
| Dezember 2005     | AS Greifswald – AS Gützkow                 | 17,2        |
| 28. Juli 2009     | AS Geschendorf – AK Lübeck                 | 15,7        |
| 21. Dezember 2009 | Weede – AS Geschendorf                     | 6,25        |

Für den A-20-Abschnitt in Mecklenburg-Vorpommern wurden fünf Autobahnraststätten geplant, von denen bis November 2016 nur drei eröffnet wurden. Für die zwei verbleibenden wurden zwar die infrastrukturellen Vorbereitungen getroffen, allerdings fanden sich noch keine Investoren, die dort Raststätten bauen und eröffnen wollen, sodass die Flächen bisher wegen fehlender Sanitäranlagen lediglich eingeschränkt als Parkplatz genutzt werden können. In Höhe der Abfahrt Grimmen findet sich zudem ein Autohof mit Schnellrestaurant und Tankstelle. Grund ist laut Verkehrsministerium die zögerliche wirtschaftliche Entwicklung der Region, das geringe Verkehrsaufkommen und das damit verbundene hohe unternehmerische Risiko. Am 21. Juli 2016 wurde die Tank-/Raststätte „Demminer Land“ eröffnet. Sie liegt zwischen den Anschlussstellen Jarmen und Anklam und befindet sich nur einseitig auf der westlichen Seite der A 20, ist aber von beiden Fahrbahnen aus über eine Brücke erreichbar. Sie ist bislang die einzige Raststätte in Vorpommern.

### Niedersachsen, früher A 22 (2007 bis heute)
Am 29. Mai 2007 stellte der damalige niedersächsische Verkehrsminister, Walter Hirche (FDP), den sog. Südkorridor als Vorzugsvariante für die A 22 vor. Im Jahr 2011 erwog die niedersächsische Landesregierung, die Autobahn-Verbindung nach Schleswig-Holstein nicht weiter zu verfolgen, da zu diesem Zeitpunkt seitens des Bundes nur begrenzte Mittel zur Verfügung standen.
Eine ursprünglich geplante Verlängerung und großräumige Umfahrung Hamburgs mit Elbquerung bis zur A 1 bei Sittensen ist zugunsten der zunächst als A 22 geplanten Strecke in Richtung Westen zurückgestellt worden, die heute die A 20 in Niedersachsen bildet. Dass diese Strecke ebenfalls unter dem Namen A 20 realisiert wird, wurde am 25. Juni 2010 bekanntgegeben. Damit sollte deutlich werden, dass die Küstenautobahn die Ostseeautobahn verlängere.
Nach Süden werden die A 20 und der Elbtunnel über das Kreuz Kehdingen an die sich teils ebenfalls noch in Planung befindliche A 26 über Stade in Richtung Hamburg angebunden. Die A 20 in Niedersachsen sowie die Bauabschnitte der A 26 von Stade bis zum Anschluss über das Kreuz Kehdingen an die A 20 mit der Elbquerung werden durch die Niedersächsische Landesbehörde für Straßenbau und Verkehr als Gesamtprojekt „Küstenautobahn“ geplant. Ab dem 1. Januar 2021 übernahm Die Autobahn GmbH des Bundes die Aufgaben.

## Aktueller Ausbauzustand
Von der fertiggestellten Gesamtstrecke befinden sich 279,6 Kilometer in Mecklenburg-Vorpommern, 26,8 Kilometer in Brandenburg und 38,8 Kilometer in Schleswig-Holstein.
Siehe: Verlauf

### Bauwerke
Der Abschnitt der A 20 von Schönberg an der Grenze zu Schleswig-Holstein bis Wismar in Mecklenburg-Vorpommern umfasst insgesamt 53 Brückenbauwerke. Neben zwei Wildüberführungen beinhaltet der Abschnitt diverse Talbrücken: Poischower Mühlenbach (318 m), Barnekow (105 m), Wallensteingraben (264 m), Rosenthal (220 m), Triwalk (395 m), Greese (170 m), Zehmen (140 m), Radegast (450 m), Stepenitz (85 m). Im westlichen Teil der A 20 in Mecklenburg-Vorpommern, von Wismar bis Rostock, finden sich 70 Brückenbauwerke, u. a. die Talbrücken Nevern (190 m), Warnkenhagen (190 m), Mühlenbach (235 m), Waidbach (70 m) und die Warnowbrücke (930 m).

### Mecklenburg-Vorpommern: Erneuerung und Sanierung
Im Jahr 2019 wurden die Abschnitte Rostock-Südstadt bis Autobahnkreuz Rostock erneuert. Bei Tribsees kam es 2017 zu einem Böschungsbruch des Dammes. Als Ersatzbauwerke wurden westlich der bestehenden Trebeltalbrücke eine sogenannte Bodenplatte von 216 Metern Länge gefolgt von einer 537 Meter langen Brücke gebaut. Östlich wurde eine weitere Brücke von 75 Metern Länge errichtet. Die Baumaßnahme wurde Ende Juni 2023 fertiggestellt. Zuvor wurde der Verkehr über eine Behelfsbrücke einspurig in beide Richtungen geführt. Die 2019 kalkulierten Baukosten von insgesamt fast 160 Millionen Euro konnten nicht eingehalten werden. Für die Behelfsbrücke wurde mit Kosten von 58 Millionen Euro und für den Ersatzneubau mit etwa 100 Millionen Euro gerechnet. Hinzu kamen 400.000 Euro an Planungskosten. Jedoch beliefen sich die schlussendlichen Kosten mit der Fertigstellung auf insgesamt 180 Millionen Euro und damit 20 Millionen Euro über der Planung.

## Geplante und im Bau befindliche Abschnitte
Weitere 200,4 Kilometer A 20 sind in Niedersachsen und Schleswig-Holstein geplant. Im Referentenentwurf des Bundesverkehrswegeplans 2030 wird der Abschnitt von der A 23 bei Hohenfelde (Kreis Steinburg, Schleswig-Holstein) bis zum Anschluss an die A 28 bei Westerstede (Landkreis Ammerland, Niedersachsen) mit einer Länge von 161 Kilometer als vordringlicher Bedarf mit einer Gesamtinvestition von 3.186,1 Mio. Euro geführt. Mit Stand April 2021 erhöhen sich die Kosten auf 5,2 Milliarden Euro.

### Schleswig-Holstein: Nordwestumfahrung Hamburgs
Die Weiterführung durch Schleswig-Holstein von Bad Segeberg über Bad Bramstedt zu einer Elbquerung westlich Hamburgs quer durch das nordwestliche Niedersachsen mit Weserquerung südlich Bremerhavens ist geplant. Die Autobahn erlangt nördlich von Hamburg eine besondere Bedeutung als Hamburger Nordring. Die A 20 wird hier (von Ost nach West) die A 1, die A 21, die A 7 und die A 23 miteinander verbinden.
Zwar erwartet der Verkehrsminister Schleswig-Holsteins, Claus Ruhe Madsen (CDU), eine Fertigstellung der A 20 bis zur Elbe noch bis 2030, da jedoch noch nicht einmal für alle Abschnitte die endgültigen Planfeststellungsverfahren eingeleitet wurden, wird dieser Plan nicht einzuhalten sein, wie auch Ministerpräsident Daniel Günther (CDU) meint.

#### Abschnitt 3 (AS Bad Segeberg-Ost – AS Wittenborn)
Der Planfeststellungsbeschluss für das Teilstück inklusive Querung der A 21 von Weede bis Wittenborn erfolgte am 30. April 2012. Am 6. November 2013 entschied das Bundesverwaltungsgericht, dass der Planfeststellungsbeschluss für dieses Teilstück nicht vollziehbar ist. Das Gericht folgte der Argumentation der klagenden BUND, NABU und der Gemeinde Klein Gladebrügge und stellte fest, dass die Planung den bindenden europarechtlichen Anforderungen in Bezug auf den Schutz der FFH-Gebiete (Schutzgebiete laut Fauna-Flora-Habitat-Richtlinie) „Segeberger Kalkberghöhle“ und „Travetal“ nicht hinreichend Rechnung trägt. Zum einen wurde die Methode zur Bestandserfassung der geschützten Fledermäuse als unzureichend erachtet. Zum anderen wurde die Prüfung von Alternativen in Bezug auf eine südliche Trassenvariante bemängelt. Die Planung musste entsprechend nachgearbeitet werden. Im September 2023, also rund 10 Jahre nach der Gerichtsentscheidung, wurden die Pläne des abgeschlossenen Fehlerheilungs- bzw. Planänderungsverfahrens für die Stellungnahme der Bürgerinnen und Bürger ausgelegt. Am 14. März 2025 wurde der Planfeststellungsbeschluss für die 10 Kilometer lange Umfahrung von Bad Segeberg erteilt. Durch das eingeräumte Baurecht kann unter der Voraussetzung keiner weiteren Klagen weitergebaut werden.

#### Abschnitt 4 (AS Wittenborn – AK Schmalfeld (A 7))
Am 27. November 2018 stoppte das Bundesverwaltungsgericht den Weiterbau zwischen der A 7 und Wittenborn bei Bad Segeberg vorerst und erklärte den Planfeststellungsbeschluss für „rechtswidrig und nicht vollziehbar“. Die Richter bemängelten Planungsfehler für den 20 Kilometer langen Abschnitt. So sei das sogenannte wasserrechtliche Verschlechterungsverbot aus dem europäischen Wasserrecht (Wasserrahmenrichtlinie) nicht eingehalten worden und es habe Defizite in der Artenschutz-Prüfung gegeben – unter anderem bei den Fledermäusen in den Segebergern Kalkhöhlen. Für die Nachbesserungen schätzte Verkehrsminister Bernd Buchholz zwei bis drei Jahre. Nach Erarbeitung von verschiedenen Maßnahmen soll der Antrag auf Fehlerheilung noch im zweiten Halbjahr [veraltet]2023 gestellt werden.

#### Abschnitt 5 (AK Schmalfeld (A 7) – AS Bokel)
Zu Bauabschnitt 5 wurden Neukartierungen im Rahmen der Umweltplanung vorgenommen und ein Fachgutachten entsprechend der europäischen Wasserrahmenrichtlinie erstellt. Ein neues Planfeststellungsverfahren sollte 2023 eingeleitet werden und damit 2024 ein Planfeststellungsbeschluss vorliegen. Stand Oktober 2023 ist eine Einhaltung dieser Planungen fraglich.

#### Abschnitt 6 (AS Bokel – AK Steinburg (A 23))
Auch zu Abschnitt 6 wurden Neukartierungen im Rahmen der Umweltplanung vorgenommen. Diese wurden auch abgeschlossen. Ein neues Planfeststellungsverfahren soll nun 2024[veraltet] eingeleitet werden, sodass im ersten Halbjahr 2026 mit einem Planfeststellungsbeschluss zu rechnen ist.

#### Abschnitt 7 (AK Steinburg (A 23) – AS Glückstadt)
Ebenfalls eine Verzögerung von mindestens zwei Jahren entstand durch das Auffinden eines Seeadler-Horstes bei Hohenfelde im Bereich der Seitenentnahme für die in der Nähe der geplante Autobahn (Abschnitt 7, B 431 bis A 23). Obwohl der Horst im Dezember 2015 verlassen war, behielt er drei Jahre den Status einer Brutstätte. Die Prüfung der DEGES hat ergeben, dass der überwiegende Teil der Seitenentnahmeflächen genutzt werden kann. Eine Teilfläche, in der sich die Kernschutzzone des Seeadler-Horstes befindet, wird nicht genutzt. Der Abschnitt befindet sich aktuell im dritten Planänderungsverfahren. Der Übergang in ein Planfeststellungsverfahren ist Stand Oktober 2023 nicht abzusehen.

#### Abschnitt 8 (AS Glückstadt – Landesgrenze)
Der 2014 für den Bauabschnitt 8 ergangene Planfeststellungsbeschluss wurde beklagt und als nicht vollziehbar erklärt. 2023 erfolgte der Planergänzungsbeschluss.

### Elbquerung zwischen Schleswig-Holstein und Niedersachsen
Für die restlichen Streckenabschnitte einschließlich der Elbquerung bei Glückstadt erfolgte die formelle Linienbestimmung am 28. Juli 2005. Sie sind derzeit in der Planfeststellung. Das größte Bauwerk dieser Strecke soll die Unterführung der Elbe bei Glückstadt werden. Die Elbquerung wird mit 5.671 m Länge der längste Unterwassertunnel Deutschlands sein: Der Abschnitt 8 in Schleswig-Holstein ist Teil der Elbquerung. Für den niedersächsischen Teil liegt der rechtskräftige Planfeststellungsbeschluss seit dem 10. November 2016 vor. Die Planungen für den Tunnel werden jeweils bis zur Landesgrenze durch die Niedersächsische Landesbehörde für Straßenbau und Verkehr (NLStBV) als zuständige Behörde des Landes Niedersachsen bzw. die DEGES im Auftrag des Landes Schleswig-Holstein getragen. Ab dem 1. Januar 2020 übernahm die Autobahn GmbH des Bundes die Aufgaben.

### Niedersachsen: Küstenautobahn bis zur A 28 bei Westerstede
Die geplante A 20 in Niedersachsen und die A 26 zwischen dem Kreuz Kehdingen und der Anschlussstelle Stade-Ost (geplante Bauabschnitte 5a und 5b) werden von der Niedersächsischen Landesbehörde für Straßenbau und Verkehr (NLStBV) als Gesamtprojekt „Küstenautobahn“ geplant. Ab dem 1. Januar 2020 übernahm die „Die Autobahn GmbH des Bundes“ die Aufgaben. Ein konkreter Realisierungszeitraum ist nicht bekannt. Die Bauabschnitte in Niedersachsen sind von Westen nach Osten nummeriert. Nachfolgend werden die Bauabschnitte absteigend aufgelistet, damit der Verlauf von Ost nach West sortiert bleiben.

#### Autobahnkreuz Kehdingen
Das Kreuz Kehdingen soll die geplante A 26 mit der A 20 verbinden und zusätzlich an die L 111 anschließen. Nach Nordwesten ist ein weiterer Zubringer vorgesehen, der mit der bestehenden Kreisstraße 27 (K 27) verbunden wird. Mittelfristig soll der Verkehr über eine neue Bundesstraße 73 vom Kreuz Kehdingen bis zur Ortsumgehung von Cadenberge geführt werden. 2017 wurde das Planfeststellungsverfahren eingeleitet, dass jedoch noch nicht abgeschlossen ist.
Abschnitt 7 (AK Kehdingen (A26) – AS Oldendorf)
Das Raumordnungsverfahren für den Abschnitt zwischen dem geplanten Autobahnkreuz Kehdingen und Oldendorf ist abgeschlossen. Seit 2016 wird an dem Planentwurf für das Planfeststellungsverfahren gearbeitet.
Abschnitt 6 (AS Oldendorf – AS Bremervörde)
Das Planfeststellungsverfahren für den Abschnitt 6 wurde 2012 eingeleitet. Nachdem rund 400 Einwendungen eingegangen sind, wurden seit 2016 die Planungen überarbeitet. Für das Planänderungsverfahren wurden 2020 die neuen Planungsunterlagen öffentlich zugänglich gemacht. Aufgrund gestiegener Anforderungen und weiterer Einwendungen wurden die Planungen nochmals überarbeitet und 2022 wieder veröffentlicht. Das Verfahren wird aktuell weitergeführt.
Abschnitt 5 (AS Bremervörde – AS Beverstedt-West)
Zu Abschnitt 5 wurde Mitte 2019 der Vorentwurf fertiggestellt. Das Planfeststellungsverfahren befindet sich in Vorbereitung.
Abschnitt 4 (AS Beverstedt-West – AD Loxstedt (A 27))
Der Vorentwurf für den Abschnitt 4 wurde ebenfalls fertiggestellt. Die Planfeststellungsunterlagen werden im Moment erstellt. Zwischen dem Autobahndreieck Loxstedt und dem Autobahndreieck Stotel wird die A 20 einen gemeinsamen Abschnitt mit der A 27 haben.
Abschnitt 4a (AD Stotel – AS Dedesdorf)
In diesem Abschnitt soll die schon jetzt vierstreifige Bundesstraße 437 zur Autobahn ausgebaut und aufgestockt werden. Dieser Planungsabschnitt wurde 2015 aus dem ursprünglichen Planungsabschnitt 4 herausgelöst, um eine separate und schnellere Planung durchführen zu können. Deshalb konnte schon Mitte 2017 die Erstellung des Vorentwurfs beendet werden. Im Februar 2019 erfolgte dann die Genehmigung, auch Gesehenvermerk genannt, durch das Bundesverkehrsministerium. Die Planfeststellungsunterlagen befinden sich in Vorbereitung.
Abschnitt 3 (AS Dedesdorf – AS Stadland)
Der Abschnitt 3 beinhaltet einerseits den Ausbau des Wesertunnels der B 437 zur Autobahn und andererseits die Erweiterung der aktuellen Bestandsstrecke in westliche Richtung bis zur Anschlussstelle Stadland. Auch für diesen Abschnitt ist das Raumordnungsverfahren bereits abgeschlossen und die Zustimmung des Bundesverkehrsministeriums erfolgt. Die Unterlagen zum Planfeststellungsunterlagen werden momentan vorbereitet.
Abschnitt 2 (AS Stadland – AK Jaderberg (A 29))
Das Planfeststellungsverfahren zu diesem Abschnitt wurde im Dezember 2017 eingeleitet. So wurden mittlerweile auch alle Unterlagen veröffentlicht. Sollte der Erörterungstermin ohne große Vorbehalte abgeschlossen werden, so steht der Planfeststellungsbeschluss bevor.
Abschnitt 1 (AK Jaderberg (A 29) – AD Westerstede (A 28))
Der letzte Abschnitt soll die A 28 und A 29 miteinander verbinden. Dazu entstehen das Autobahndreieck Westerstede und das Autobahnkreuz Jaderberg. Für diesen Abschnitt finden die ersten bauvorbereitenden Maßnahmen statt. So entsteht die Ausgleichsfläche Friedrichsfeld. Jedoch ist das Planfeststellungsverfahren aufgrund von Änderungen noch nicht abgeschlossen.

## Verkehrsaufkommen
Die Bundesautobahn A 20 sollte die durch Mecklenburg-Vorpommern und Schleswig-Holstein führenden Bundesstraßen 96, 104 und 105 entlasten. Die 1992 für das Jahr 2010 prognostizierte durchschnittliche tägliche Verkehrsstärke (DTV) trat bei Weitem nicht ein. Auf dem Abschnitt Lübeck–Wismar wurden im Jahr 2019 28.000 (statt 40.000 prognostizierte) Kraftfahrzeuge erreicht; auf dem Abschnitt Wismar bis zur A 19 bei Rostock 30.000 (statt 60.000) Kraftfahrzeuge. Nach Osten hin sinkt das Verkehrsaufkommen bis auf unter 12.000 Kraftfahrzeuge ab. Im Bereich Pasewalk befahren lediglich durchschnittlich 9400 Fahrzeuge täglich die A 20, was einer gut frequentierten Kreisstraße entspricht. Der östliche Teil der A 20 gehört zu den Autobahnen mit der geringsten Verkehrsstärke in Deutschland.
Zu der vergleichsweise geringen Auslastung der bereits realisierten Abschnitte trägt bei, dass bislang einige Anschlussstrecken an die großen Seehäfen sowie die Elbquerung als Teil der Nordwestumgehung Hamburgs und Verbindung zwischen Niedersachsen und Schleswig-Holstein fehlen. Für die noch in Planung und Bau befindlichen Abschnitte der A 20 in Niedersachsen geht die Niedersächsische Landesbehörde für Straßenbau und Verkehr (NLStBV) für das Jahr 2030 je nach Abschnitt von 21.500 Fahrzeuge/24h östlich der AS L 824 am Bauabschnitt 1 und 53.900 Fahrzeuge/24h auf der A 27/A 20 nördlich der AS Nesse bis zum AD Loxstedt am Bauabschnitt 4 aus.
| Bundesländer                     | Abschnitte der A 20                     | 2030 (Prognose) | Messwert 2017                             |
| -------------------------------- | --------------------------------------- | --- | ----------------------------------------- |
| Niedersachsen                    | Abschnitt 1 (A 28 bis A 29)             | 22.300 Fahrzeuge/24h westlich der AS L 824 21.500 Fahrzeuge/24h östlich der AS L 824                                                                                             |                                           |
| Niedersachsen                    | Abschnitt 2 (A 29 bis B 437)            | 29.200 Fahrzeuge/24h westlich der AS L 863 28.300 Fahrzeuge/24h östlich der AS L 863                                                                                             |                                           |
| Niedersachsen                    | Abschnitt 3 (B 437 bis L 121)           | 28.700 Fahrzeuge/24h westlich der AS B 212 34.800 Fahrzeuge/24h östlich der AS B 212                                                                                             |                                           |
| Niedersachsen                    | Abschnitt 4a (L 121 bis A 27)           | 36.500 Fahrzeuge/24h |                                           |
| Niedersachsen                    | Abschnitt 4 (A 27 bis B 71)             | 53.900 Fahrzeuge/24h auf der A 27/A 20 nördlich der AS Nesse bis zum AD Loxstedt 34.100 Fahrzeuge/24h auf der A 20 zwischen dem AD Loxstedt und der AS an der B 71 bei Heerstedt |                                           |
| Niedersachsen                    | Anschnitt 5 (B 71 bis B 495)            | 28.000 Fahrzeuge/24h |                                           |
| Niedersachsen                    | Abschnitt 6 (B 495 bis L 114)           | 33.000 Fahrzeuge/24h |                                           |
| Niedersachsen                    | Abschnitt 7 (L 114 bis Kehdinger Kreuz) | 39.000 Fahrzeuge/24h südlich der AS B 73 44.000 Fahrzeuge/24h nördlich der AS B 73                                                                                               |                                           |
| Niedersachsen/Schleswig-Holstein | Elbquerung (Drochtersen bis Glückstadt) | 41.000 Fahrzeuge/24h nordöstlich AK A 20/A 26 (Tunnel) |                                           |
| Schleswig-Holstein               | A 23 bis A 7                            | 19.000 Fahrzeuge/24 h (24 % Lkw-Anteil)[WI(1)] |                                           |
| Mecklenburg-Vorpommern           | Messstelle Upahl                        | | 31.343 Fahrzeuge/24 h (10,3 % Lkw-Anteil) |
| Mecklenburg-Vorpommern           | Autobahnkreuz Wismar bis Wismar-Mitte   | | 35.000 bis 40.000 Fahrzeuge/24h           |
| Mecklenburg-Vorpommern           | Messstelle Satow                        | | 34.832 Fahrzeuge/24 h (10,1 % Lkw-Anteil) |
| Mecklenburg-Vorpommern           | Messstelle Warnowtal                    | | 39.515 Fahrzeuge/24 h (9,1 % Lkw-Anteil)  |
| Mecklenburg-Vorpommern           | Messstelle Tessin                       | | 19.312 Fahrzeuge/24 h (9,2 % Lkw-Anteil)  |
| Mecklenburg-Vorpommern           | Messstelle Jarmen                       | | 15.452 Fahrzeuge/24 h (10,1 % Lkw-Anteil) |
| Mecklenburg-Vorpommern           | Messstelle Strasburg                    | | 13.887 Fahrzeuge/24 h (11,0 % Lkw-Anteil) |

## Besonderheiten

### Geologie/Bodenbeschaffenheit

#### Schäden aufgrund schwieriger Bodenverhältnisse an der fertiggestellten A 20

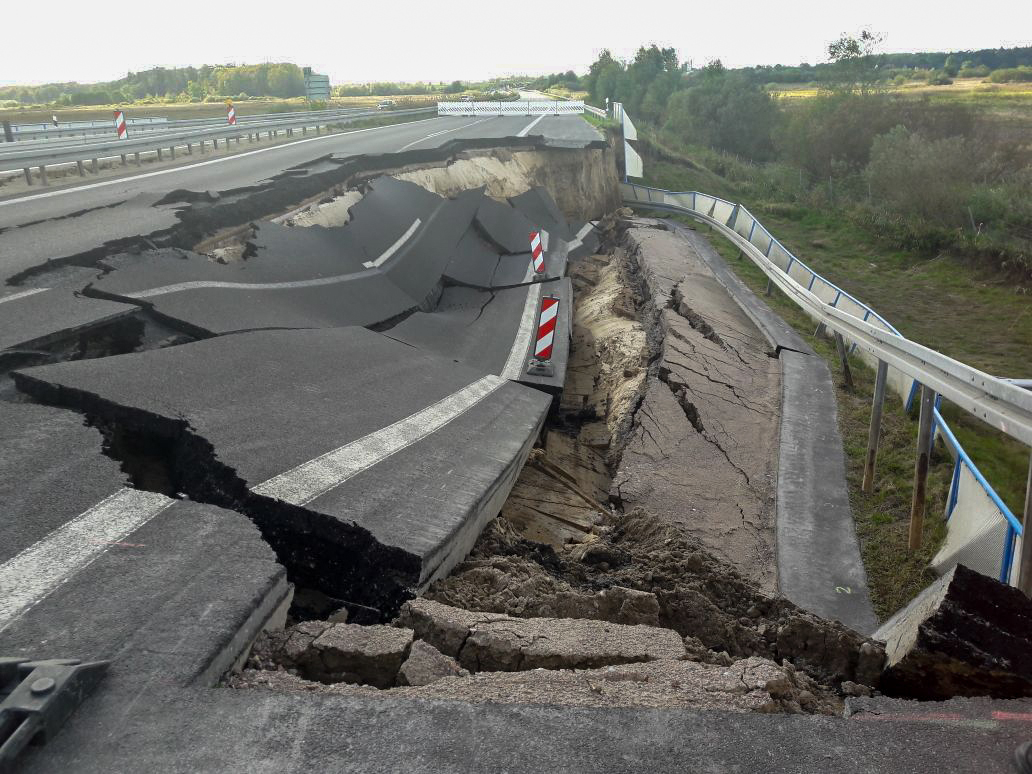
Abgesacktes Teilstück am 11. Oktober 2017

Bei Tribsees sackte die Fahrbahn in Richtung Westen zunächst auf etwa 100 Metern Länge um einen halben Meter ab und wurde daraufhin im September 2017 gesperrt. Für die Reparatur wurden mindestens zwei Jahre veranschlagt. Bis Oktober 2017 sackte der betroffene Abschnitt auf 40 Metern Länge weiter um über zweieinhalb Meter ab und wurde dadurch auf ganzer Breite stückweise zerstört. An dieser Stelle quert der Autobahndamm das Trebeltal auf Moorboden. Für eine ausreichende Standsicherheit des Dammes wurden dort Trockenmörtelsäulen (CSV-Säulen), bestehend aus einem Gemisch aus Sand und Zement, erstmals in extrem weichen Böden und mit Längen von bis zu 13 Meter ausgeführt. Die Bodenstabilisierung unter dem Damm erfolgte auf eine Länge von 600 Metern. Ursache für den Vorfall ist laut Verkehrsminister Christian Pegel der Verlauf der Autobahn bei Tribsees über eine so genannte „Torflinse“, die mit kleinen Betonkernen stabilisiert worden war. Diese haben möglicherweise der Last nicht standgehalten, die genaue Ursache soll ermittelt werden. Die Aufträge für den Rückbau des zerstörten Damms und den Bau einer Behelfsbrücke wurden im März 2018 vergeben. Am 12. November 2018 wurde die Behelfsbrücke fertiggestellt; die Verkehrsfreigabe erfolgte am 12. Dezember 2018. Am 22. September 2021 wurde die wiederhergestellte Richtungsfahrbahn Lübeck freigegeben. Die Behelfsbrücke wurde daraufhin demontiert und die Wiederherstellung der Richtungsfahrbahn Stettin begonnen. Die Gesamtmaßnahme wurde Ende Juni 2023 abgeschlossen.

#### Berücksichtigung der Bodenbeschaffenheit beim Neubau der geplanten Abschnitte
Die Niedersächsische Landesbehörde für Straßenbau und Verkehr reagierte auf die Sorgen der Anwohner in Reaktion auf die Versackung bei Tribsees in einer Pressemitteilung. Sie erklärt, es könne auf den Marschböden in Niedersachsen nicht zum Absacken kommen, da die Autobahn nicht auf Stelzen gebaut werde. Sie wende das Überschüttverfahren an, welches die Bodenstabilität garantiere: Der niedersächsische Teil der Autobahn 20 teilt sich grundlegend in zwei verschiedene Bodenschichten: Geest und Marsch. Im Westen befindet sich die Ostfriesisch-Oldenburgische Geest, diese umfasst bei der A20 den gesamten Bauabschnitt 1 und teilweise den zweiten Abschnitt – bis zur A29. Die Autobahn befindet sich außerdem in der Stader Geest, welche einen Teil der Bauabschnitte 4 und 6 und den gesamten Abschnitt 5 umfasst.
Die Geest setzt sich in der obersten Schicht zusammen aus „holozänen und pleistozänen Sanden teilweise auch aus Beckenablagerungen (u. a. Tone und Schluffe der Lauenburger Schichten).“ Hinzu kommen laut Niedersächsische Landesbehörde für Straßenbau und Verkehr (NLStBV) vereinzelt „bindige Geschiebeböden (Geschiebelehm/Geschiebemergel).“ Es handelt sich demnach um Sande aus der Eiszeit nach der nacheiszeitlichen Periode, die teilweise mit Sedimenten von Gletschern verbunden sind. Die Sande werden ebenfalls als Torf in verschiedenen Geraden der Zersetzung bezeichnet. Die NLStBV weist die Geest allgemein als tragfähigen Untergrund für den Bau der A 20 aus. Einige Bereiche werden jedoch auch als „nicht tragfähige Schichten“ in der Geest beurteilt. Dort wird beim Autobahnbau das sogenannte „Bodenvollaustauschverfahren“ angewendet. Hierbei werden diese Böden ausgehoben und durch einen tragfähigen Sand ersetzt. Für den Bereich der Ostfriesisch-Oldenburgische Geest werden dafür Sande aus einem Baggersee nahe Bekhausen genutzt.
Zwischen der Ostfriesisch-Oldenburgischen und Stader Geest befindet sich die Wesermarsch. Dieser umfasst Teile der Abschnitte 2 und 4 sowie den gesamten dritten Bauabschnitt. Der Abschnitt 6 liegt in der Osteniederung und ist somit ebenfalls Marschland. Abschließend führt die A 20 im nordöstlichen Teil Niedersachsen über die Elbmarsch bis zur Elbquerung. Das Marschland unterscheidet sich signifikant vom Geestland und stellt eine größere Herausforderung im Bau der A 20 in Niedersachsen dar. Im Marschland befindet sich im oberflächennahen Bereich eine weiche Torfschicht unterschiedlicher Dicke. Auf dieser kann nicht ohne vorherige Maßnahmen gebaut werden. Die Böden setzen sich aus Torf- und Kleischichten zusammen. Für den Bau der Autobahn sollen die Böden konsolidiert werden, sodass ein harter Untergrund entsteht. Die NLStBV setzt daher ein sogenanntes „Überschüttverfahren“ ein. Dabei werden zeitversetzt mehrere Schichten aus Sand auf die Marschböden geschüttet. Zusätzlich werden Drainagerohre zur Entwässerung in den Boden eingebracht und das Verfahren der Konsolidierung damit von Jahrzehnten auf wenige Jahre verkürzt. Das austretende Wasser wird in Entwässerungsgräben aufgefangen und gefiltert, bevor es in bestehende Vorfluter geleitet wird. Laut NLStBV wird es erst zur Fertigstellung des Damms und Bau der Straßen kommen, wenn keine signifikanten Bodensetzungen mehr zu erwarten sind. Diese werde durch baubegleitende Messungen festgestellt.

### Blasenbildung in Westmecklenburg und bei Lübeck
Das etwa 14 Kilometer lange Teilstück zwischen Schönberg in Mecklenburg-Vorpommern und der schleswig-holsteinischen Landesgrenze wurde wegen einer Pannenserie bekannt. Die Teilstrecke wurde im Dezember 2004 freigegeben. Von den Medien wurde sie als „Brüllbeton“ tituliert, da sie aufgrund von erhöhten Reifen-Fahrbahn-Geräuschen zu vermehrtem Straßenverkehrslärm führte. Deshalb wurde bis zur technischen bzw. baulichen Lösung des Problems die zugelassene Höchstgeschwindigkeit auf 100 km/h begrenzt. Im August 2005 wurde der Beton mit einer Asphaltdecke überzogen. Bei den Arbeiten wurden durch bei Regen auf die Fahrbahn geratenen Bitumenbinder etwa 300 Fahrzeuge beschädigt. Im sehr heißen Monat Juli 2006 warf der neue Fahrbahnbelag erstmals bis zu 30 Zentimeter große Blasen, die auf Wassereinschlüsse zwischen Beton und Asphalt zurückgeführt und durch Aufbohren beseitigt wurden. Auch in der Folgezeit kam und kommt es bei hohen Temperaturen zu Blasenbildungen im Asphalt. Eine endgültige Abhilfe ist noch nicht in Sicht. Ähnliche Probleme stellten sich 2009 auf dem inzwischen unter Vorbehalt freigegebenen Teilstück vom Autobahnkreuz Lübeck nach Geschendorf ein. Hier wurde die für den 6. Juli 2009 geplante Freigabe verzögert, weil sich auf dem gesamten Abschnitt zahlreiche zwei bis drei Zentimeter hohe Asphaltblasen zeigten. Die Blasen sollten, nachdem Löcher in sie gebohrt wurden, durch die Autofahrer plattgefahren werden. Für Motorradfahrer galt deswegen ein Tempolimit von 120 km/h.

### Archäologische Trassenuntersuchung
Vor den Bauarbeiten wurde die gesamte Trasse durch die Archäologischen Landesämter untersucht. Als Basis für die Untersuchungen war ein neues, dreistufiges Verfahren erarbeitet worden. In der ersten Phase erfolgt die Ermittlung des im Trassenverlauf vorhandenen Denkmalbestandes, anhand von Archivunterlagen und Luftbildauswertungen. Zusätzlich wurde eine Begehung durchgeführt und die Ackeroberfläche abgesucht. Es zeigte sich, dass die wenigsten der im Trassenbereich vorhandenen Denkmale zuvor bekannt waren. Im 90 Kilometer langen Abschnitt zwischen Schönberg und Rostock wurden 161 Fundplätze ermittelt, von denen zuvor nur neun bekannt waren. Die Zahl der im Trassenverlauf ermittelten Bodendenkmale beträgt 594, von denen 495 in Mecklenburg-Vorpommern, 29 in Brandenburg und 70 in Schleswig-Holstein liegen. Zuvor waren davon nur etwa 100 bekannt. Mit Abschluss der Prospektion und Auswertung der Bodengutachten waren nur quantitative Aussagen zum Fundplatzbestand möglich. Da bei der Auswahl von Grabungsobjekten der wissenschaftshistorische Mehrwert zu beurteilen war, wurden die Fundplätze einer Voruntersuchung unterzogen. Dazu wurden zwei Meter breite, meist 50–100 m lange Suchschnitte angelegt, die zeigten, ob der Zustand des Fundplatzes weitergehende Untersuchungen rechtfertigte. Insgesamt wurden im Verlauf der A 20 zwischen 1994 und 2004 etwa 430 Bodendenkmale untersucht, wobei 138 Fundplätze flächig aufgedeckt wurden. Ihre zeitliche Tiefe umfasst mehr als 11.000 Jahre. Sehr breit ist das Spektrum der Befundgattungen. Neben Siedlungen, die den größten Teil stellen, konnten eine komplette slawische Burganlage mit zugehöriger Vorburgsiedlung, Grabanlagen unterschiedlicher Art, Opferplätze, Produktionsstätten, Wegeführungen, ein Wehrspeicher und saisonale Werkplätze dokumentiert werden. Viele Grabungsergebnisse sind von größter landesgeschichtlicher oder überregionaler Bedeutung. Beispiele für den Erfolg der Untersuchungen sind die Entdeckung des Feuerstellenplatzes von Jarmen, des Feuerstellenplatzes von Triwalk und der Fund des Feuersteinbeils von Wodarg. Auch im Bereich der niedersächsischen Strecke werden Böden und Bodendenkmäler untersucht. Die Erkundungen begannen im Bauabschnitt 1 im Jahr 2019.

### Ökologische Ausgleichsmaßnahmen
Der Bau der A 20 stellt einen sehr umfangreichen Eingriff in Natur und Landschaft dar, der gemäß Bundesnaturschutzgesetz durch geeignete Maßnahmen auszugleichen ist. Hierzu wurden in den jeweiligen Planfeststellungsbeschlüssen entsprechende Maßnahmen festgelegt. So entstand z. B. zwischen Franzburg und Richtenberg seit 2006 durch Wiederaufstauung der Richtenberger See. Der ehemalige Standortübungsplatz Friedrichsfeld ist eine der größten Ausgleichsmaßnahmen zum Bau der A20 in Niedersachsen. Auf dem ehemaligen Bundeswehrgelände werden seit 2019 Aufforstungsarbeiten vorgenommen und Flächen entsiegelt, um Offenland und halboffene Gehölzstrukturen für Offenlandbrüter (Wiesenvögel) zu schaffen. Beeinträchtigungen, die durch die Umgestaltung entstehen, werden auf der Fläche des Friedrichsfeldes selbst kompensiert. Beispielsweise werden seltene Orchideenarten von den gerodeten in die verbleibenden Waldflächen umgesiedelt. Außerdem soll der nördliche Bereich des Friedrichsfeldes auch für Erholungs- und Freizeitzwecke erhalten bleiben. Die Freizeitnutzung ist jedoch aktuell nicht möglich, da 2018 Bomben aus dem Zweiten Weltkrieg gefunden wurden. Die Gefahrenabwehrbehörde sperrte das Gebiet am 20. September 2018 für mindestens drei Jahre. Es wird nach weiteren Waffenbeständen auf dem Gelände gesucht.

## Kosten
Die Baukosten für die 323 Kilometer lange Strecke von der A 1 bei Lübeck bis zur A 11 an der polnischen Grenze bei Stettin betrugen laut einem Bericht des „Spiegels“ von 2005 insgesamt 1,9 Milliarden Euro. Die Straßenbauverwaltung Mecklenburg-Vorpommern beziffert die Kosten der A 20 in Mecklenburg-Vorpommern auf 1,495 Milliarden Euro.
Für die gesamte in Planung und Bau befindliche A 20, d. h. vom Anschluss A 28/A 20 bei Westerstede in Niedersachsen bis zum Anschluss an die A 23/A 20 bei Hohenfelde in Schleswig-Holstein inkl. Elbquerung, wurden ursprünglich 3186,1 Mio. Euro Baukosten ohne Planungskosten angegeben. Auf die einzelnen Abschnitte entfielen dabei laut Projektinformationssystem (PRINS) des Bundes zum Bundesverkehrswegeplan:
| Land                             | Geplanter Abschnitt der A 20                                  | Kostenprognose Bau (Stand 2014) |
| -------------------------------- | ------------------------------------------------------------- | ------------------------------- |
| Niedersachsen                    | Abschnitt 1 (A 28 bis A 29)                                   | 0161,0 Mio. €                   |
| Niedersachsen                    | Abschnitt 2 (A 29 bis B 437)                                  | 0406,7 Mio. €                   |
| Niedersachsen                    | Abschnitt 3 (B 437 bis L 121)                                 | 0137,8 Mio. €                   |
| Niedersachsen                    | Abschnitt 4a (L 121 bis A 27) und Abschnitt 4 (A 27 bis B 71) | 0259,5 Mio. €                   |
| Niedersachsen                    | Abschnitt 5 (B 71 bis B 495)                                  | 0192,1 Mio. €                   |
| Niedersachsen                    | Abschnitt 6 (B 495 bis L 114)                                 | 0138,7 Mio. €                   |
| Niedersachsen                    | Abschnitt 7 (L 114 bis Kehdinger Kreuz)                       | 0299,2 Mio. €                   |
| Niedersachsen/Schleswig-Holstein | Elbquerung (Drochtersen bis Glückstadt)                       | 1032,1 Mio. € *                 |
| Schleswig-Holstein               | Glückstadt (B 431) – Hohenfelde (A 23)                        | 0207,4 Mio. €                   |

* Anmerkung: Die Kosten für den Elbtunnel (niedersächsischer und schleswig-holsteinischer Teil) liegen laut dem Bericht des Bundesrechnungshofes vom 16. Juli 2014 bei 1,5 Mrd. Euro. Das Projektinformationssystem des Bundes zum Bundesverkehrswegeplan gibt 1.032 Millionen Euro an. Die Kosten sollen zu 40 % durch Schleswig-Holstein und zu 60 % durch Niedersachsen getragen werden.
Ende 2021 haben sich die voraussichtlichen Kosten des Ausbauprojekts auf 5,6 Milliarden Euro erhöht. Der Bau der A 20 bis Drochtersen und der A 26 bis Stade wird demnach 3,9 Milliarden Euro kosten. Für den neuen Elbtunnel rechnen die Planer inzwischen mit Kosten von 1,5 Milliarden Euro. Weitere Kostensteigerungen werden erwartet.

## Kontroversen

### Kontroverse um Wirtschaftlichkeit und Umweltbeeinträchtigungen des Neubaus A 20
Es gibt erhebliche Widerstände der betroffenen Bevölkerung entlang der geplanten Trassen. Bürgerinitiativen sowie Umwelt- und Verkehrsverbände wenden sich gegen die mit dem Bau verbundene Versiegelung und Landschaftseingriffen. Einige kritische Interessengemeinschaften zweifeln an der Wirtschaftlichkeit des Projektes und sehen eine Vielzahl regionaler Arbeitsplätze gefährdet. Das Bündnis forderte als Alternative den Ausbau des Eisenbahnnetzes, um mehr Verkehr von der Straße auf die Schiene verlagern zu können. Wirtschaftsverbände stellen sich dieser Aussage entgegen, sie hoffen, dass durch die Ost-West-Trasse der Norden wirtschaftlich profitiert, da somit eine erfolgreiche Logistik betrieben werden kann. Der Bundesverkehrswegeplan 2030 gibt für den niedersächsischen Teil der A20 ein Nutzen-Kosten-Verhältnis von 1,6 an. Ebenfalls wird für Schleswig-Holstein von Glückstadt bis zur A7 ein Nutzen-Kosten-Verhältnis von 1,6 genannt. Das Projektinformationssystem zum Bundesverkehrswegeplan bewertet den Neubau der A20 von der A28 in Niedersachsen bis zur A7 in Schleswig-Holstein mit der A26 nach Stade, damit ein Nutzen-Kostenverhältnis von 1,9 entsteht und schätzt sowohl die raumplanerische Bedeutung als auch die Umweltbetroffenheit als „hoch“ ein.
Eine 2020 erstellte Studie des Koordinationskreises der Initiativen und Umweltverbände gegen die A 20 schätzt die Kosten für den Weiterbau auf mindestens sieben Milliarden Euro. Das Nutzen-Kosten-Verhältnis würde in diesem Fall unter 1 sinken. Somit wäre die A 20 unwirtschaftlich und nicht bauwürdig.

### Kontroverse um die Nordwestumfahrung Hamburgs
Gefordert wurde der Bau der Küstenautobahn (d. h. eines Teils der A 26 sowie der A 20 in Niedersachsen mit der Elbquerung) insbesondere von der (Hafen-)Wirtschaft Nordwestdeutschlands, nicht zuletzt aufgrund des erwarteten Zusatzverkehrs durch den JadeWeserPort in Wilhelmshaven. Die Autobahn würde vor allem eine kürzere Verbindung zwischen den Niederlanden bzw. dem Ruhrgebiet und 60 km an Hamburg vorbei (sowie weiter nach Skandinavien und Osteuropa) schaffen und sollte die A 1 um zwei Prozent entlasten. Da der Bund die Planung noch nicht finanzieren wollte, wurden im Jahr 2006 – insbesondere von Unternehmen der Region – über 750.000 Euro Spendengelder gesammelt, um sich an den notwendigen Vorplanungskosten zu beteiligen, damit die Vorplanung sofort beginnen könne. Dieses Drittel der Vorplanungskosten wurde als private Spende deklariert, obwohl viele der Großspenden von Verbänden, Versorgern, Geldinstituten und anderen „halböffentlichen“ Firmen kamen. Für die laufende Planung sind im niedersächsischen Landeshaushalt über 40 Millionen Euro bereitgestellt.

### Kontroverse um den Bau der Küstenautobahn (inkl. niedersächsischer Teil der A 20)
Die Planung der Küstenautobahn sorgte für eine kontroverse Diskussion in der Öffentlichkeit. Die Initiative „A20-Nie“ (früher „A22-Nie“) kritisierte die Landesregierung, sie habe mit der Namensänderung in A 20 „einen Offenbarungseid ablegt. […] Offensichtlich sei die bisher propagierte Förderung der regionalen Wirtschaft nicht stichhaltig. Mit der Zustimmung zur Umbenennung macht auch die Bundesregierung deutlich, dass die A 22/20 vor allem dem internationalen Transitverkehr dienen soll.“ Dem entgegen positioniert sich der Förderverein Pro A20 e. V., welcher Wirtschaftsverbände wie die Handelskammer Bremen und Politiker wie Enak Ferlemann und Olaf Lies hinter sich vereint, für den Bau der A 20 in Niedersachsen. Politisch stehen die Parteien der CDU, FDP und SPD hinter der Realisierung der Küstenautobahn.
Die Partei Bündnis 90/Die Grünen in Niedersachsen kritisiert den Bau der A 20 in Niedersachsen. Zudem engagieren sich viele Umwelt- und Klimaaktivisten gegen den Bau der A 20, unter anderem in Form eines Protestcamps und auf dem Klagewege (Einzelheiten siehe Abschnitt Proteste).

### Kontroverse um militärische Interessen
Ein Generalleutnant der US-Army, Ben Hodges, sprach sich dafür aus, dass mehr Autobahnen gebaut werden sollen. Deutschland sollte im Falle eines eskalierenden Ost-West-Konfliktes gut ausgebaute Infrastruktur vorweisen können, um Manöver in West-Ost-Richtung effizient gewährleisten zu können. Bremerhaven ist ein wichtiger Landungspunkt der NATO; von dort soll militärisches Gerät vom Atlantik bei Bedarf schnell nach Osten transportiert werden können. Die A 20 schließt Bremerhaven direkt an die Grenze zu Polen an.
Die Pläne der A 20 stammen aus der Zeit des Kalten Krieges. Kritiker merkten an, dass die Verwirklichung eines Projektes aus dieser Zeit überflüssig sei, zumal die ökologischen Folgen nicht tragbar seien und es für die Bevölkerung alternative Fortbewegungsmöglichkeiten gebe. Zudem sei es überflüssig, zwei Seehäfen zu verbinden.
[veraltet]

## Proteste

### Besetzung

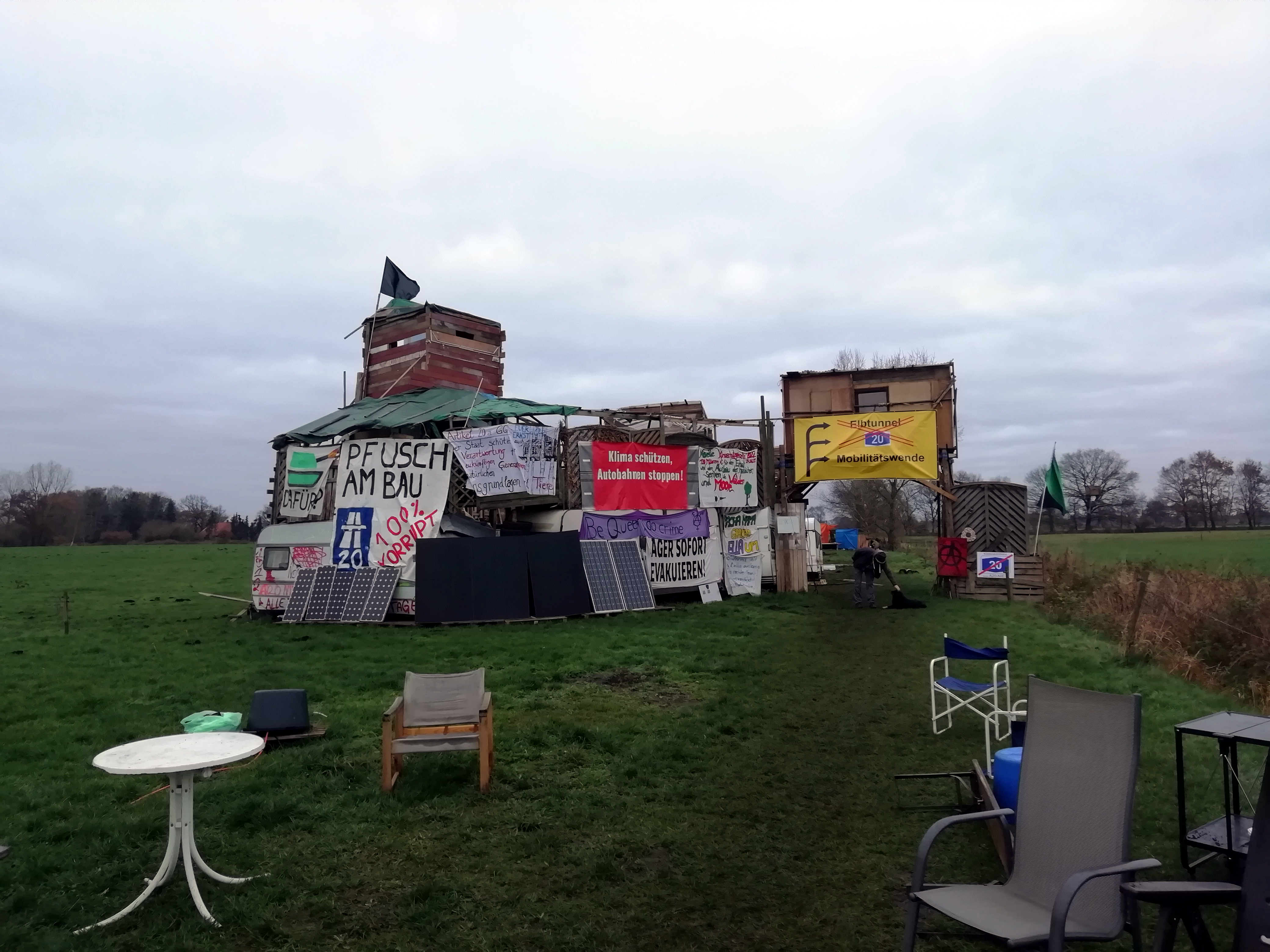
Das A-20-Camp im November 2021

Gegen den geplanten Ausbau der A20 fand in den Garnholter Büschen bei Westerstede im Mai 2021 kurzzeitig eine Waldbesetzung statt. Die Direkte Aktion im Garni richtet sich unter anderem gegen die Klimapolitik. Sie endete im Mai 2021, während sich Plattformen noch im Bau befanden. Einige Aktivisten wurden von der Polizei überrascht und überredet das Waldstück, ohne strafrechtliche Konsequenzen, zu verlassen. Die Aktivisten errichteten ein Klimacamp.

### Protestcamp
Am 15. Mai 2021 wurde ein Protestcamp in Garnholt auf der geplanten Trasse errichtet. Die Initiative setzt sich laut eigener Aussagen für den Erhalt der Moore als wichtige CO2-Speicher, eine Verkehrswende, Klima- und Artenschutz und damit gegen den Bau der A 20 ein. Ziele des Protestcamps seien zum einen die Informierung der Öffentlichkeit über den geplanten Autobahnbau, zum anderen stellten die Strukturen des Camps selbst bei Baubeginn praktische Hindernisse dar, da erst sämtliche lose und halbfeste Strukturen entfernt werden müssten. Unterstützt wird das Camp unter anderem vom Aktionsbündnis Moor bleibt Moor und dem Koordinationskreis der Initiativen und Umweltverbände gegen die A20 A20nie.

### Klagen
Der BUND und mehrere Landwirte klagten vor dem Bundesverwaltungsgericht gegen den Bau des ersten niedersächsischen Teilabschnitts der A 20 und führten unter anderem Umwelt- und Klimaschutzgründe an, auch weil die Autobahn über Moor- und Marschböden verlaufen werde. Die Verhandlung fand am 31. Mai 2022 in Leipzig statt, begleitet von einer Großdemonstration und Mahnwache. Am 7. Juli 2022 wurde das Urteil verkündet, wonach der Planabschnitt „rechtswidrig und nicht vollziehbar“ sei und demnach vorerst nicht gebaut werden dürfe.